# Acacia constablei
Acacia constablei é uma espécie de leguminosa do gênero Acacia, pertencente à família Fabaceae.